# Эрдман, Эдуард
Эдуард Эрдман (нем. Eduard Erdmann; 5 марта 1896, Венден, Латвия — 21 июня 1958, Гамбург) — немецкий пианист, композитор и педагог. Внучатый племянник философа Иоганна Эдуарда Эрдмана.
Учился музыке в Риге у пианистов Брора Мёллерстена (ученика Лешетицкого) и Жана дю Шатена и органиста Домского собора Харальда Крёйцберга, затем, с 1914 г., в Берлине у пианиста Конрада Анзорге и композитора Хайнца Тиссена.
В 1920-е гг. Эрдман считался одним из ведущих пианистов Германии, совмещая в репертуаре произведения Бетховена и современных композиторов. Был также признан как заметная фигура среди немецких композиторов, начиная с успешной премьеры его Первой симфонии в 1919 г. (посвящёна Альбану Бергу), входил в круг основных участников Дней новой музыки в Донауэшингене. С 1925 г. был профессором Кёльнской Академии музыки, однако в 1935 г. из-за конфликта с нацистским режимом вышел в отставку и практически перестал выступать и публиковаться.
В 1946 г. дал первые после перерыва концерты, начав с цикла из четырёх вечеров, посвящённого запрещённым в гитлеровские времена композиторам: (Шёнбергу, Хиндемиту, Кшенеку и др.). В 1950 г. вернулся к преподаванию в должности профессора Гамбургской Высшей школы музыки. 5 июня 1958 г. выступил с последним концертом (в пользу больной Клары Хаскил). Значительная часть композиторского наследия Эрдмана так и осталась не изданной и практически не исполняется.
Позднее исполнение Эрдманом сонат Франца Шуберта получило высокую оценку специалистов. Серджиу Челибидаке выделял также его работу с произведениями Иоганна Себастьяна Баха.